# 산마르티노발레카우디나
산마르티노발레카우디나(이탈리아어: San Martino Valle Caudina)는 이탈리아 캄파니아주 아벨리노도의 코무네다.